# WTA 125K 2019
WTA 125K 2019 představoval osmý ročník mezinárodních tenisových turnajů v rámci série WTA 125, střední úrovně ženského profesionálního tenisu organizované Ženskou tenisovou asociací (WTA). Okruh poprvé zahrnoval jedenáct turnajů.
Pět události se konalo v Americe, čtyři na evropském kontinentu a dvě v Asii. Okruh se odehrával od 21. ledna do 22. prosince 2019. Sedm turnajů mělo standardní rozpočet 125 000 dolarů (s prize money 115 tisíc), což odráželo pojmenování okruhu. Zbylé čtyři americké akce disponovaly navýšenou dotací 162 480 dolarů a vyšším počtem 48 singlistek. V kalendáři tak podruhé vytvořily americkou sérii „Oracle Challenger“, s jednotlivými díly v Newport Beach, Indian Wells, New Havenu a Houstonu.
Debut měly čtyři turnaje. New Haven po zrušení turnaje WTA Tour nahradil chicagský challenger Oracle. Do série se včlenily Abierto Zapopan v Guadalajaře, Swedish Open v Båstadu a německý Karlsruhe Open. Naopak sérii opustily Zhengzhou Open v Čeng-čou, jenž byl na túře WTA povýšen do kategorie Premier a indický Mumbai Open pro místní parlamentní volby a finanční potíže.
Nejvyšší počet dvou titulů vybojovaly Ruska Anna Blinkovová s Japonkou Misaki Doiovou.

## Přehled turnajů
| Týden od      | Turnaj | Vítězky                                                      | Finalistky                                   | Semifinalistky                          | Čtvrtfinalistky                                                                |
| ------------- | --- | ------------------------------------------------------------ | -------------------------------------------- | --------------------------------------- | ------------------------------------------------------------------------------ |
| 21. ledna     | Oracle Challenger Series – Newport Beach Newport Beach, Spojené státy 162 480 $ – tvrdý – 48D/4Q/16Č dvouhra • čtyřhra | Bianca Andreescuová 0–6, 6–4, 6–2                            | Jessica Pegulaová                            | Lauren Davisová Tatjana Mariová         | Rebecca Petersonová Taylor Townsendová Eugenie Bouchardová Nicole Gibbsová     |
| 21. ledna     | Oracle Challenger Series – Newport Beach Newport Beach, Spojené státy 162 480 $ – tvrdý – 48D/4Q/16Č dvouhra • čtyřhra | Hayley Carterová Ena Šibaharaová 6–3, 7–6(7–1)               | Taylor Townsendová Yanina Wickmayerová       | Lauren Davisová Tatjana Mariová         | Rebecca Petersonová Taylor Townsendová Eugenie Bouchardová Nicole Gibbsová     |
| 25. února     | Oracle Challenger Series – Indian Wells Indian Wells, Spojené státy 162 480 $ – tvrdý – 48D/4Q/16Č dvouhra • čtyřhra   | Viktorija Golubicová 3–6, 7–5, 6–3                           | Jennifer Bradyová                            | Wang Čchiang Zarina Dijasová            | Kristýna Plíšková Sara Sorribes Tormová Francesca Di Lorenzová Nicole Gibbsová |
| 25. února     | Oracle Challenger Series – Indian Wells Indian Wells, Spojené státy 162 480 $ – tvrdý – 48D/4Q/16Č dvouhra • čtyřhra   | Kristýna Plíšková Jevgenija Rodinová 7–6(9–7), 6–4           | Taylor Townsendová Yanina Wickmayerová       | Wang Čchiang Zarina Dijasová            | Kristýna Plíšková Sara Sorribes Tormová Francesca Di Lorenzová Nicole Gibbsová |
| 11. března    | Abierto Zapopan Guadalajara, Mexiko 125 000 $ – tvrdý – 32D/16Q/16Č dvouhra • čtyřhra                                  | Veronika Kuděrmetovová 6–2, 6–0                              | Marie Bouzková                               | Tatjana Mariová Fiona Ferrová           | Kristýna Plíšková Olga Danilovićová Renata Zarazúová Magda Linetteová          |
| 11. března    | Abierto Zapopan Guadalajara, Mexiko 125 000 $ – tvrdý – 32D/16Q/16Č dvouhra • čtyřhra                                  | Maria Sanchezová Fanny Stollárová 7–5, 6–1                   | Cornelia Listerová Renata Voráčová           | Tatjana Mariová Fiona Ferrová           | Kristýna Plíšková Olga Danilovićová Renata Zarazúová Magda Linetteová          |
| 22. dubna     | Kunming Open An-ning, Čína 125 000 $ – antuka – 32D/16Q/16Č dvouhra • čtyřhra                                          | Čeng Saj-saj 6–4, 6–1                                        | Čang Šuaj                                    | Liang En-šuo Kaylah McPheeová           | Ma Šu-jüe ZČang Kchaj-lin Chihiro Muramacuová Alexandra Cadanțuová             |
| 22. dubna     | Kunming Open An-ning, Čína 125 000 $ – antuka – 32D/16Q/16Č dvouhra • čtyřhra                                          | Pcheng Šuaj Jang Čao-süan 7–5, 6–2                           | Tuan Jing-jing Chan Sin-jün                  | Liang En-šuo Kaylah McPheeová           | Ma Šu-jüe ZČang Kchaj-lin Chihiro Muramacuová Alexandra Cadanțuová             |
| 4. června     | Bol Open Bol, Chorvatsko 125 000 $ – antuka – 32D/16Č dvouhra • čtyřhra                                                | Tamara Zidanšeková 7–5, 7–5                                  | Sara Sorribes Tormová                        | Kaja Juvanová Anna Karolína Schmiedlová | Timea Bacsinszká Aleksandra Krunićová Jil Teichmannová Laura Siegemundová      |
| 4. června     | Bol Open Bol, Chorvatsko 125 000 $ – antuka – 32D/16Č dvouhra • čtyřhra                                                | Timea Bacsinszká Mandy Minellaová 0–6, 7–6(7–3), [10–4]      | Cornelia Listerová Renata Voráčová           | Kaja Juvanová Anna Karolína Schmiedlová | Timea Bacsinszká Aleksandra Krunićová Jil Teichmannová Laura Siegemundová      |
| 8. července   | Swedish Open Båstad, Švédsko 125 000 $ – antuka – 32D/16Č dvouhra • čtyřhra                                            | Misaki Doiová 6–4, 6–4                                       | Danka Kovinićová                             | Aleksandra Krunićová Katarzyna Kawaová  | Johanna Larssonová Mona Barthelová Natalja Vichljancevová Fiona Ferrová        |
| 8. července   | Swedish Open Båstad, Švédsko 125 000 $ – antuka – 32D/16Č dvouhra • čtyřhra                                            | Misaki Doiová Natalja Vichljancevová 7–5, 6–7(4–7), [10–7]   | Alexa Guarachiová Danka Kovinićová           | Aleksandra Krunićová Katarzyna Kawaová  | Johanna Larssonová Mona Barthelová Natalja Vichljancevová Fiona Ferrová        |
| 29. července  | Liqui Moly Open Karlsruhe Karlsruhe, Německo 125 000 $ – antuka – 32D/6Q/8Č dvouhra • čtyřhra                          | Patricia Maria Țigová 3–6, 6–1, 6–2                          | Alison Van Uytvancková                       | Jasmine Paoliniová Paula Badosová       | Jekatěrine Gorgodzeová Stephanie Wagnerová Tamara Korpatschová Tereza Mrdežová |
| 29. července  | Liqui Moly Open Karlsruhe Karlsruhe, Německo 125 000 $ – antuka – 32D/6Q/8Č dvouhra • čtyřhra                          | Lara Arruabarrenová Renata Voráčová 6–7(2–7), 6–4, [10–4]    | Chan Sin-jün Jüan Jüe                        | Jasmine Paoliniová Paula Badosová       | Jekatěrine Gorgodzeová Stephanie Wagnerová Tamara Korpatschová Tereza Mrdežová |
| 2. září       | Oracle Challenger Series – New Haven New Haven, Spojené státy 162 480 $ – tvrdý – 48D/4Q/16Č dvouhra • čtyřhra         | Anna Blinkovová 6–4, 6–2                                     | Usue Maitane Arconadová                      | Heather Watsonová Lauren Davisová       | Danielle Laová Astra Sharmaová Pauline Parmentierová Jennifer Bradyová         |
| 2. září       | Oracle Challenger Series – New Haven New Haven, Spojené státy 162 480 $ – tvrdý – 48D/4Q/16Č dvouhra • čtyřhra         | Anna Blinkovová Oxana Kalašnikovová 6–2, 4–6, [10–4]         | Usue Maitane Arconadová Jamie Loebová        | Heather Watsonová Lauren Davisová       | Danielle Laová Astra Sharmaová Pauline Parmentierová Jennifer Bradyová         |
| 11. listopadu | OEC Taipei WTA Challenger Tchaj-pej, Tchaj-wan 125 000 $ – koberec (h) – 32D/16Q/16Č dvouhra • čtyřhra                 | Vitalija Ďjačenková 6–3, 6–2                                 | Tímea Babosová                               | Danka Kovinićová Viktorija Tomovová     | Kjóka Okamurová Jana Čepelová Dalila Jakupovićová Naiktha Bainsová             |
| 11. listopadu | OEC Taipei WTA Challenger Tchaj-pej, Tchaj-wan 125 000 $ – koberec (h) – 32D/16Q/16Č dvouhra • čtyřhra                 | Lee Ja-süan Wu Fang-sien 4–6, 6–4, [10–7]                    | Dalila Jakupovićová Danka Kovinićová         | Danka Kovinićová Viktorija Tomovová     | Kjóka Okamurová Jana Čepelová Dalila Jakupovićová Naiktha Bainsová             |
| 11. listopadu | Oracle Challenger Series – Houston Houston, Spojené státy 162 480 $ – tvrdý – 48D/4Q/16Č dvouhra • čtyřhra             | Kirsten Flipkensová 7–6(7–4), 6–4                            | Coco Vandewegheová                           | Stefanie Vögeleová Irina Falconiová     | Mandy Minellaová Katarina Zavacká Caty McNallyová Taylor Townsendová           |
| 11. listopadu | Oracle Challenger Series – Houston Houston, Spojené státy 162 480 $ – tvrdý – 48D/4Q/16Č dvouhra • čtyřhra             | Ellen Perezová Luisa Stefaniová 1–6, 6–4, [10–5]             | Sharon Fichmanová Ena Šibaharaová            | Stefanie Vögeleová Irina Falconiová     | Mandy Minellaová Katarina Zavacká Caty McNallyová Taylor Townsendová           |
| 16. prosince  | Open de Limoges Limoges, Francie 125 000 $ – tvrdý (h) – 32D/8Q/8Č dvouhra • čtyřhra                                   | Jekatěrina Alexandrovová 6–1, 6–3                            | Aljaksandra Sasnovičová                      | Nicole Gibbsová Greet Minnenová         | Ana Bogdanová Sorana Cîrsteaová Jil Teichmannová Ljudmila Samsonovová          |
| 16. prosince  | Open de Limoges Limoges, Francie 125 000 $ – tvrdý (h) – 32D/8Q/8Č dvouhra • čtyřhra                                   | Georgina García Pérezová Sara Sorribes Tormová 6–2, 7–6(7–3) | Jekatěrina Alexandrovová Oxana Kalašnikovová | Nicole Gibbsová Greet Minnenová         | Ana Bogdanová Sorana Cîrsteaová Jil Teichmannová Ljudmila Samsonovová          |

## Rozpočet a body
Celková dotace událostí činila 125 000 dolarů, což odrážel název série. Výjimkou byla americká série Oracle Challenger s rozpočtem turnajů 162 480 dolarů. Ubytování a stravování – tzv. hospitality, byly na turnajích automaticky zajištěny organizátory. Šampiónka dvouhry a každá z vítězek čtyřhry si připsala 160 bodů, finalistky pak 95 bodů. V sezóně 2019 byly zavedeny turnaje pro 48 hráček dvouhry.
| Rozpis bodů | Rozpis bodů | Rozpis bodů | Rozpis bodů    | Rozpis bodů     | Rozpis bodů | Rozpis bodů | Rozpis bodů | Rozpis bodů | Rozpis bodů | Rozpis bodů |
| Soutěž | vítězky     | finalistky  | semifinalistky | čtvrtfinalistky | 16 v kole   | 32 v kole   | 48 v kole   | QV          | Q2          | Q1          |
| --- | ----------- | ----------- | -------------- | --------------- | ----------- | ----------- | ----------- | ----------- | ----------- | ----------- |
| Dvouhra (48S/4Q) | 160         | 95          | 57             | 29              | 15          | 8           | 1           | 4           | —           | 1           |
| Dvouhra (32S/16Q) | 160         | 95          | 57             | 29              | 15          | 1           | —           | 6           | 4           | 1           |
| Dvouhra (32S/8Q) | 160         | 95          | 57             | 29              | 15          | 1           | —           | 6           | —           | 1           |
| Čtyřhra (16D) | 160         | 95          | 57             | 29              | 1           | —           | —           | —           | —           | —           |
| Čtyřhra (8D) | 160         | 95          | 57             | 1               | —           | —           | —           | —           | —           | —           |
| QV – vítězka kvalifikace, Q1/2 – 1. a 2. kolo kvalifikace, (xS/D/Q) – „x“ počet hráček v soutěži dvouhry/čtyřhry/kvalifikace dvouhry |             |             |                |                 |             |             |             |             |             |             |

## Přehled titulů

### Tituly podle tenistek
| celkem | tenistka                       | dvouhra | čtyřhra | dvouhra | čtyřhra |
| ------ | ------------------------------ | ------- | ------- | ------- | ------- |
| 2      | Anna Blinkovová (RUS)          | ●       | ●       | 1       | 1       |
| 2      | Misaki Doiová (JPN)            | ●       | ●       | 1       | 1       |
| 1      | Jekatěrina Alexandrovová (RUS) | ●       |         | 1       | 0       |
| 1      | Bianca Andreescuová (CAN)      | ●       |         | 1       | 0       |
| 1      | Vitalija Ďjačenková (RUS)      | ●       |         | 1       | 0       |
| 1      | Kirsten Flipkensová (BEL)      | ●       |         | 1       | 0       |
| 1      | Viktorija Golubicová (SUI)     | ●       |         | 1       | 0       |
| 1      | Veronika Kuděrmetovová (RUS)   | ●       |         | 1       | 0       |
| 1      | Patricia Maria Țigová (ROU)    | ●       |         | 1       | 0       |
| 1      | Čeng Saj-saj (CHN)             | ●       |         | 1       | 0       |
| 1      | Tamara Zidanšeková (SLO)       | ●       |         | 1       | 0       |
| 1      | Lara Arruabarrenová (ESP)      |         | ●       | 0       | 1       |
| 1      | Timea Bacsinszká (SUI)         |         | ●       | 0       | 1       |
| 1      | Hayley Carterová (USA)         |         | ●       | 0       | 1       |
| 1      | Georgina García Pérezová (ESP) |         | ●       | 0       | 1       |
| 1      | Oxana Kalašnikovová (GEO)      |         | ●       | 0       | 1       |
| 1      | Lee Ja-süan (TPE)              |         | ●       | 0       | 1       |
| 1      | Mandy Minellaová (LUX)         |         | ●       | 0       | 1       |
| 1      | Pcheng Šuaj (CHN)              |         | ●       | 0       | 1       |
| 1      | Ellen Perezová (AUS)           |         | ●       | 0       | 1       |
| 1      | Kristýna Plíšková (CZE)        |         | ●       | 0       | 1       |
| 1      | Jevgenija Rodinová (RUS)       |         | ●       | 0       | 1       |
| 1      | Maria Sanchezová (USA)         |         | ●       | 0       | 1       |
| 1      | Ena Šibaharaová (USA)          |         | ●       | 0       | 1       |
| 1      | Sara Sorribes Tormová (ESP)    |         | ●       | 0       | 1       |
| 1      | Luisa Stefaniová (BRA)         |         | ●       | 0       | 1       |
| 1      | Fanny Stollárová (HUN)         |         | ●       | 0       | 1       |
| 1      | Natalja Vichljancevová (RUS)   |         | ●       | 0       | 1       |
| 1      | Renata Voráčová (CZE)          |         | ●       | 0       | 1       |
| 1      | Wu Fang-sien (TPE)             |         | ●       | 0       | 1       |
| 1      | Jang Čao-süan (CHN)            |         | ●       | 0       | 1       |

### Tituly podle státu
| Celkem | stát             | dvouhra | čtyřhra |
| ------ | ---------------- | ------- | ------- |
| 7      | Rusko            | 4       | 3       |
| 2      | Čína             | 1       | 1       |
| 2      | Japonsko         | 1       | 1       |
| 2      | Švýcarsko        | 1       | 1       |
| 2      | Česko            | 0       | 2       |
| 2      | Španělsko        | 0       | 2       |
| 2      | USA              | 0       | 2       |
| 1      | Belgie           | 1       | 0       |
| 1      | Kanada           | 1       | 0       |
| 1      | Rumunsko         | 1       | 0       |
| 1      | Slovinsko        | 1       | 0       |
| 1      | Austrálie        | 0       | 1       |
| 1      | Brazílie         | 0       | 1       |
| 1      | Čínská Tchaj-pej | 0       | 1       |
| 1      | Gruzie           | 0       | 1       |
| 1      | Maďarsko         | 0       | 1       |
| 1      | Lucembursko      | 0       | 1       |